# 東方省 (塞拉利昂)
東方省是西非國家塞拉利昂的三個省之一，首府設於凱內馬，下分3區，分別是凱拉洪區、凱內馬區和科諾區，面積15,553平方公里，2004年人口1,187,532。
8°15′N 11°00′W / 8.250°N 11.000°W